# Herzberger Quader

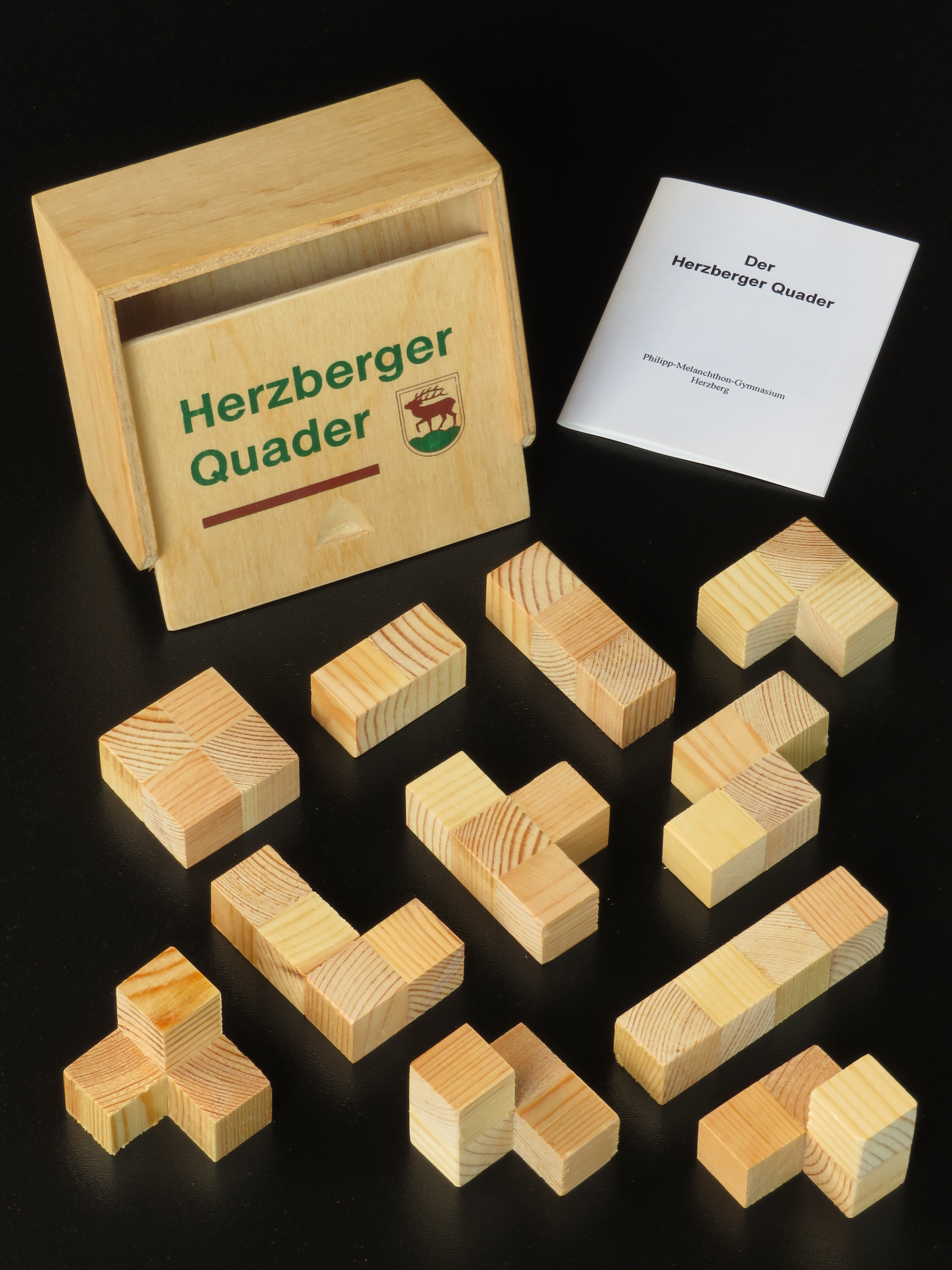
Le Herzberger Quader, comme il a été fabriqué à l'occasion de l'anniversaire « 50 ans de baccalauréat à Herzberg »

Le Herzberger Quader est un casse-tête d'assemblage inventé par Gerhard Schulze, un professeur allemand de mathématiques. Il est nommé d'après sa ville de résidence, Herzberg, et Quader est le mot allemand dérivé du latin pour désigner un pavé droit.

## Composition

Les onze pièces réunies comptent 40 cubes unitaires et peuvent donc être rangées dans une boîte de 2 × 4 × 5

Le Herzberger Quader est composé d'un ensemble de tous les polycubes possibles, du dicube au tétracube. Les onze pièces réunies comptent 40 cubes unitaires et peuvent donc être rangées dans une boîte de 2 × 4 × 5.

## Tâches
En dehors du rangement du Herzberger Quader dans sa boîte, il existe de nombreuses figures qui peuvent être construites en utilisant toutes les pièces. Différents sous-ensembles peuvent être utilisés pour former un cube 3 × 3 × 3, parmi lesquels le fameux cube Soma.
Des tâches beaucoup plus exigeantes demandent le nombre de toutes les différentes possibilités d'arrangement des pièces initiales pour former une certaine figure. Ou encore, il faut prouver quelles figures peuvent être réalisées ou non et avec quels polycubes.

## Histoire
Le créateur du Herzberger Quader est Gerhard Schulze (1919–1995), qui s'adonnait intensivement aux mathématiques récréatives dans le cadre de ses activités extrascolaires entre 1982 et 1994. À l'occasion du 800e anniversaire de la ville de Herzberg, en 1984, le Herzberger Quader a été fabriqué pour la première fois et a ainsi été porté à la connaissance d'un large public. Aujourd'hui, il est conseillé d'utiliser le Herzberger Quader dans le contexte de l'enseignement des mathématiques,.